# Следопыты Севера
Следопыты Севера (англ. Rangers of the North), также известные как Дунэдайн Севера (англ. Dúnedain of the North) — в легендариуме Дж. Р. Р. Толкина потомки дунэдайн погибшего королевства Арнор. Следопыты неустанно патрулировали границы Эриадора и превосходно владели мечом, луком и копьём.

## Общие сведения и участие следопытов в Войне Кольца
В жизни, облике и одежде следопыты были суровы и замкнуты. В своей одежде они в силу своего образа жизни употребляли преимущественно маскирующие цвета (желтовато-зелёный,темно-зеленый и коричневый). В ходе Войны Кольца следопыты Серого отряда (см. ниже) были одеты в тёмно-серые плащи, застегнутые серебряной фибулой в форме многолучевой звезды («Звезды дунэдайн»). Эти следопыты ездили верхом на жёсткогривых крепких конях (похожих на роханских), носили шлемы, кольчуги и щиты. Их вооружение включало копья, мечи и луки. Несмотря на то, что, как правило, следопыты передвигались пешком, соратники Арагорна, как и он сам, при необходимости превосходно ездили верхом, а лошади подчинялись им беспрекословно.
Как и их дальние родственники, следопыты Итилиэна, следопыты Севера говорили между собой более на синдарине (или каком-то его диалекте), нежели на всеобщем языке, хотя отлично говорили на вестроне с другими народами. Некоторые также знали и другие эльфийские наречия, возможно, и языки других народов Средиземья (например, Арагорн свободно владел роханским языком и понимал говор дунландцев, возможно также и язык харадрим и истерлингов — он рассказывал что бывал там). Их возглавлял Вождь, чьи предки восходили к Элендилу и далее, к древним королям Нуменора.
Во время Войны Кольца следопытов Севера возглавлял Арагорн, однако стоит отметить, что северные дунэдайн были немногочисленным и рассеянным народом: когда Хальбарад получил сообщение о необходимости быстро собрать как можно больше следопытов и привести их на юг, на помощь Арагорну, он смог привести только тридцать человек (Серая дружина), которых смог найти, не тратя на это много времени, к ним присоединились и сыновья Элронда. Правда надо учесть, что следопыты до этого понесли тяжелые потери в битве с назгулами у Сарнского брода, и после ухода Серой дружины Эриадор оказался практически без охраны. Серый отряд встретился с Арагорном, Леголасом и Гимли у Изенских бродов в Рохане, а в Пеларгире, сопровождаемые Мёртвыми из Дунхарга, они захватили корабли умбарских пиратов. Затем Мёртвые были прощены Арагорном и исчезли, остальные же продолжили сражаться в Битве на Пеленнорских Полях. Там погиб Хальбарад. Также эти дунэдайн упоминаются как часть армии, ведомой Арагорном, во время Битвы при Моранноне и при перечислении войск на Кормаленском поле.

## Описание
Подобно прочим, дунэдайн Королевств в Изгнании были высоки, темноволосы и сероглазы. 
Во «Властелине Колец» описаны как суровые молчаливые воины, с железной дисциплиной. Одеты были в серые плащи с капюшонами, каждый был вооружён длинным мечом, копьём, луком. Они также носили доспехи, а их лошади походили на роханских, лишь шерсть была не такой гладкой. Дунэдайн были всадниками (отмечена их любовь к лошадям). Король Теоден Роханский высоко оценил дунэдайн как воинов, сказав, что  тридцать Следопытов стоят целого войска.
Дунэдайн Севера лучше прочих потомков нуменорцев сохранили особые дары своего народа — долголетие, способность к предвидению и прорицанию.

## Список вождей дунэдайн
Все годы, упомянутые в данном разделе, если не указано особо, относятся к Третьей эпохе Средиземья.

### Аранарт
Аранарт (англ. Aranarth, также встречается перевод Аранарх, годы жизни 1938/41-2106) должен был быть королём Арнора (Артэдайна) после смерти своего отца Арведуи в 1975 г, так как являлся шестнадцатым наследным королём Артэдайна. Когда Аранарт был ещё юношей по меркам своего народа, Король-чародей Ангмара уничтожил Северное королевство, захватив при этом Форност. Множество людей, включая Аранарта, бежало в Линдон, однако король Арведуи отправился на север, к ледяному заливу Форохел. По просьбе Аранарта Кирдан отправил корабль для спасения Арведуи, который, однако, не вернулся. Позже выяснилось, что корабль затонул, затёртый льдами залива, с Арведуи на борту. По закону это сделало Аранарта королём Арнора, однако, поскольку государство было уничтожено и не было надежды его воссоздать, он не стал претендовать на этот титул.
Аранарт участвовал в войне с Ангмаром вместе с армией Гондора под водительством Эарнура и увидел разгром войска Ангмара и падение самого королевства. Народ Аранарта с тех пор стал известен под именем Следопытов Севера (или Дунэдайн Севера), а сам он стал первым их вождём. Со временем происхождение следопытов забылось простыми людьми Арнора.
Пока следопыты защищали Арнор от остатков зла Ангмара, маг Гэндальф отправился в Дол Гулдур и выдворил оттуда Саурона (Некроманта). Так начался период, известный как Бдительный Мир, когда нападения врагов были редки как по количеству, так и по времени, проходившему между ними. Все наследники Аранарта воспитывались в Ривенделле Элрондом, в то время как их отцы жили в полях и лесах, ненадолго возвращаясь в поселения дунэдайн в рудаурском Угле; каждый из них получал имя с королевской приставкой Ар-, что означало, что он мог бы быть королём Арнора.

### Арахаэль
Арахаэль (синд. Arahael — «мудрый король», также встречается перевод Арахаэл, годы жизни 2002—2177) унаследовал титул Вождя дунэдайн в 2106 г. В ходе его правления количество зла уменьшилось, поскольку то было время Бдительного Мира, и дунэдайн медленно восстанавливались после постоянных войн с Ангмаром. Однако Арнор в целом оставался незаселённым, и жители предпочли не возвращаться в Форност, что впоследствии привело к его разрушению. Был рождён в Ривенделле и воспитан Элрондом. 

### Арануир
Арануир (синд. Aranuir — «вечный король», годы жизни 2084—2247) унаследовал титул вождя дунэдайн после смерти своего отца, Арахаэля, в 2177 г.

### Аравир
Аравир (синд. Aravir  — «король самоцветов», годы жизни 2156—2319) унаследовал титул вождя дунэдайн в 2247 г. В ходе его правления Бдительный Мир постепенно подошёл к концу, поскольку Саурон вернулся на северо-запад Средиземья (хотя его присутствие там оставалось неизвестным).

### Арагорн I
Арагорн I (синд. Aragorn I — «почитаемый король», годы жизни 2227—2327) унаследовал титул вождя дунэдайн в 2319 г., но был убит стаей диких волков в 2327 г. Волки с тех пор оставались постоянной угрозой Эриадору, и следопытам пришлось много раз отбивать их нападения. Арагорн II был потомком Арагорна I и был назван в его честь.

### Араглас
Араглас (синд. Araglas — Король Листьев, годы жизни 2296—2455) унаследовал титул вождя дунэдайн после гибели своего отца, Арагорна I, в 2327 г., будучи ещё очень юным по меркам своего народа.

### Арахад I
Арахад I (синд. Arahad I, годы жизни 2365—2523) унаследовал титул вождя дунэдайн в 2455 г. В ходе его правления подтвердилось, что Саурон вернулся в Дол Гулдур, и Бдительный Мир подошёл к концу. В Ривенделле был сформирован Белый Совет, членом которого стал и Арахад вместе с магами и многими владыками эльфов. Некоторое время спустя орки снова наводнили Мглистые горы; Келебриан, жена Элронда, была взята ими в плен и подвергнута пыткам. Несмотря на то, что сыновья Элронда, Элладан и Элрохир, спасли её из плена, Келебриан начала угасать от неизбывной тоски и позже уплыла из Средиземья в Валинор.

### Арагост
Арагост (англ. Aragost, годы жизни 2431—2588) унаследовал титул вождя дунэдайн в 2523 г. Его правление было спокойным, поскольку внимание врага было приковано к Гондору, где народ Эотеод основал новое государство — Рохан. Также было остановлено вторжение балхот, последнее великое вторжение истерлингов.

### Араворн
Араворн (англ. Aravorn, годы жизни 2497—2654) унаследовал титул вождя дунэдайн в 2588 г. В ходе его правления продолжились нападения орков и волков, поскольку сила Саурона начала медленно возрастать.

### Арахад II
Арахад II (англ. Arahad II, годы жизни 2563—2719), названный в честь своего прадеда, Арахада I, унаследовал титул вождя дунэдайн в 2654 г. В ходе его правления хоббиты Шира процветали под охраной следопытов, а в Южной чети Шира было посажено первое трубочное зелье. В самом Шире Изенгрим II стал Таном и начал рыть Большие Смиалы.

### Арассуил
Арассуил или Арассуиль (синд. Arassuil — «Царственный», годы жизни 2628—2784)  — одиннадцатый вождь следопытов Севера. Унаследовал титул вождя дунэдайн в 2719 г. В ходе его правления орки Мглистых гор осмелели и попытались вторгнуться в Эриадор. Следопыты много раз отбивали их нападения, но одному отряду орков удалось добраться до Шира, где их нападение было отбито отрядом смелых хоббитов под водительством Бандобраса Тука. Также во время правления Арассуила многие люди погибли в Долгую Зиму 2758 г., а Гэндальфу и следопытам пришлось помогать хоббитам Шира пережить её.

### Араторн I
Араторн I (англ. Arathorn I, также встречается перевод Арахорн I годы жизни 2693—2848) унаследовал титул вождя дунэдайн в 2784 г. Правление его было спокойным, поскольку дунэдайн и другие народы Эриадора восстанавливались после Долгой Зимы. Однако на южных границах его государства происходили великие события: король гномов Трор был убит Азогом, морийским орком. За этим последовала Война гномов и орков (2793—2799 гг.), происходившая на всём протяжении Мглистых гор, поскольку гномы всех семи кланов собрались, чтобы отомстить за Трора, наследника Дурина. После окончания войны в 2799 году Битвой в Нандухирионе Эриадор был свободен от орков в течение многих лет, что означало некую передышку для следопытов Севера (не считая периодические единичные схватки с отдельными орками, спасавшимися после битвы с гномами). Большая часть орков бежала в Рохан, пытаясь закрепиться в Белых горах, однако благодаря стараниям короля Фолки все орочьи банды на территории Рохана были выловлены и истреблены.
Араторн погиб в схватке с волками в 2848 г.

### Аргонуи
Аргонуи (англ. Argonui, годы жизни 2757—2912) унаследовал титул вождя дунэдайн в 2848 г. В ходе его правления Гэндальф проник в Дол Гулдур и обнаружил, что то, чего он так опасался, оказалось правдой: там правил Саурон, а не его слуга — Король-чародей Ангмара. Король гномов Траин II умер в подземельях Дол Гулдура после того, как передал Гэндальфу карту и ключ. Белый Совет собирался в 2850 году, в ходе этого заседания Гэндальф призвал к атаке на Дол Гулдур, дабы выдворить оттуда Саурона, но Саруман наложил вето на это решение. В 2890 г. родился Бильбо Бэггинс, сын Бунго из уважаемой семьи Бэггинсов и Белладонны, дочери Старого Тука. В конце правления Аргонуи, в 2911 г., началась Злая Зима, и белые волки вторглись в Эриадор с севера, при этом некоторые из них даже перешли через замёрзший Берендуин в Шир.
Аргонуи умер в 2912 г., возможно, в результате Злой Зимы.

### Арадор
Арадор (англ. Arador, годы жизни 2820—2930) унаследовал титул вождя дунэдайн в 2912 г. Это произошло сразу после Злой Зимы, и разрушительные наводнения опустошили Энедвайт и Минхириат. Город Тарбад у южных границ бывшего королевства Арнор был окончательно разрушен и покинут жителями. В 2930 г. Арадор был пойман и убит холмовыми троллями к северу от Ривенделла.

### Араторн II
Араторн II (англ. Arathorn II, также встречается перевод Арахорн II, годы жизни 2873—2933) унаследовал титул вождя дунэдайн в 2930 г. Женился на Гилраэн, происходящей от Аранарта, несмотря на то, что её отец Дираэль изначально был против этого брака, предвидя, что жизнь Араторна будет недолгой. В этом браке родился один сын, Арагорн (в 2931 г.), а пророчество Дираэля сбылось: Араторн был убит орками через два года после рождения сына в возрасте 60 лет.

### Арагорн II
Арагорн II (англ. Aragorn II, годы жизни 2931—120 Ч.Э.), также известный как Тельконтар, Торонгиль, Элессар, Энвиньятар и Эстель — сын Араторна II и его супруги Гилраэн, один из основных персонажей «Властелина Колец», родился в 2931 г. Его отец был убит спустя два года орками. Арагорн достиг совершеннолетия в 2951 г. и стал вождём дунэдайн Арнора. Он был членом Братства Кольца и в качестве воина и полководца сил Запада участвовал в Войне Кольца. В 3019 г. он был коронован как король Воссоединённого Королевства Гондора и Арнора, приняв при восшествии на престол имя Элессар. В том же году он женился на Арвен Ундомиэль, дочери Элронда. Их сын, Эльдарион, воссел на престол вслед за Арагорном. Таким образом, в Эльдарионе объединились две ветви полуэльфов — Арвен была дочерью бессмертного Элронда, а Арагорн — потомком в 60-м поколении смертного брата-близнеца Элронда, Элроса, избравшего участь смертных.